# 第3ラテラン公会議
第3ラテラン公会議（だい3ラテランこうかいぎ）は、1179年3月にローマのサン・ジョバンニ・イン・ラテラノ大聖堂に隣接していたラテラノ宮殿で行われたカトリック教会の公会議。神聖ローマ帝国皇帝フリードリヒ1世との対立によって引き起こされた問題を解決するため、教皇アレクサンデル3世によって召集された。第3ラテラノ公会議とも表記される。

## 経緯
赤髭公フリードリヒ1世は1159年に選出されたアレクサンデル3世に対して含むところがあり、その正当性に異議を唱えて対立教皇としてヴィクトル4世を立てた。教皇と皇帝は15年にわたって争ったが、ついに皇帝側が屈する形で1177年に「ヴェネツィア和約」が結ばれた。このとき、ヴィクトル4世の後継者であったカリストゥス3世は擁護者であったはずのフリードリヒ1世の手で廃位された。
教皇はこの和約を受けて教会内の混乱を収拾すべく公会議の召集を宣言。こうして第3ラテラン公会議がはじめられた。この公会議以降は参加した司教の名簿が残っている。会議参加者は当然イタリア人が多かったが、イングランドやアイルランド、フランス、ドイツ、スペイン、さらに中東の十字軍国家などから300名を超える代表者が集まった。
議題は幅広かったが、南フランスで流行していたカタリ派は異端の宣告を受けた。この会議に代表者を送っていた信徒運動のヴァルド派は異端の宣告こそ受けなかったが、説教の許可はおりず、以後、地下運動になることで異端へと変質していくことになる。ワルドー派に関しては教会によって異端にされていったというほうが適切であろう。
公会議で採択された決定には以下のものが含まれる。
- 教皇選出では投票者の三分の二以上の賛成が必要であること。
- 「リヨンの貧者」ワルドー派の求めた「信徒による説教の許可申請」への拒絶。
- カタリ派への破門宣告。
- カタリ派との戦いに参加するものを十字軍戦士と同様に扱うこと。
- 司祭の複数教区掛け持ちの禁止規定。
- 聖職者の教養向上のため、司教座聖堂（カテドラル）に教師を配置すること。
- ソドミーを行うものを聖職者から追放と決定。